# The Man-Eating Tree
A The Man-Eating Tree finn atmoszferikus black metal/gothic metal együttes. 2009-ben alakult Oulu-ban.

## Tagok
Jelenlegi tagok
- Janne Markus – gitár (2009–)
- Antti Kumpulainen – ének (2013–)
- Marco Sneck - billentyűk (2016–)
- Samuli Lindberg - dob (2018-)

## Diszkográfia
- Vine (2010)
- Harvest (2011)
- In the Absence of Light (2015)